# باول إيفانز (مدرب كرة سلة)
باول إيفانز (بالإنجليزية: Paul Evans)‏ هو مدرب كرة سلة أمريكي، ولد في 31 يناير 1945.